# Відзнака за експедиційну службу Повітряних сил (США)

Знак відзнаки за експедиційну службу ПС США у золотій рамці за безпосередню участь у бойових діях під час розгортання експедиційних сил

Відзнака за експедиційну службу Повітряних сил (США) (англ. Air Force Expeditionary Service Ribbon, AFESR) — військова нагорода для заохочення особового складу в Повітряних силах США, який виконував завдання військової служби у складі експедиційних сил у надзвичайних ситуаціях.
Відповідно до положення про відзнаку за експедиційну службу ПС нею визначається особовий склад ПС, який протягом 45 днів поспіль, або 90 днів з перервами, перебував у складі розгорнутого експедиційного компоненту.

## Зміст
Відзнака за експедиційну службу Повітряних сил США була заснована наказом секретаря Повітряних сил Джеймса Роша від 18 червня 2003 року. Цією нагородою визначається особовий склад цього виду збройних сил США, на знак визнання заслуг військовослужбовців регулярних ПС, резерву та Національної гвардії ПС, які брали участь у проведенні експедиційних операцій у надзвичайних ситуаціях після 1 жовтня 1999 року. Критерієм нагородження є перебування у складі експедиційних сил 45 днів поспіль, або 90 днів загалом з перервами
Відзнака за експедиційну службу маж два ступені: основна стрічка присвоюється при розгортання компоненту ПС у надзвичайних ситуаціях, а додавання золотої рамки на корпус стрічки у випадку безпосередньої участі у бойових діях під час розгортання експедиційних сил.